# Yolanda Pizarro
Yolanda Verónica Pizarro Carmona (19 de julio de 1961) es una educadora de párvulos, académica y política chilena. Entre septiembre de 2022 y marzo de 2023 se desempeñó como subsecretaria de la Niñez de su país, bajo el gobierno del presidente Gabriel Boric.

## Biografía

### Estudios
Se tituló como educadora de párvulos y mediadora familiar en Chile desarrollando su carrera ,en primera instancia , en el servicio público. Diplomada en la  Universidad de Roma La Sapienza, Italia, especializándose en temas de género, diversidad e inclusión , y luego cursó un magíster en comunicación y educación en la Universidad Diego Portales y un doctorado en educación en la Universidad Pompeu Fabra, España.

### Carrera profesional
Durante los gobiernos de la centroizquierdista coalición Concertación de Partidos por la Democracia, entre marzo de 1990 y septiembre de 2006 se desempeñó como coordinadora, supervisora y elaboradora de programas educativos en la Junta Nacional de Jardines Infantiles (Junji), organismo dependiente del Ministerio de Educación (Mineduc).
Más adelante, entre mayo de 2011 y abril de 2013, actuó como secretaria ejecutiva del Consejo Nacional Prevención de Abusos a Menores de la Conferencia Episcopal de Chile. En ese último año, además, fundó la Fundación Hay Mujeres.
Con la llegada de Michelle Bachelet a la presidencia por segunda vez, una vez iniciado el gobierno en 2014, prestó asesorías en temas de perspectiva de género en el Ministerio de Minería. Asimismo, en 2015, ejerció como jefa de gabinete de la ministra directora del Servicio Nacional de la Mujer (Sernam), Claudia Pascual, y nuevamente, fue asesora en perspectiva de género pero en el Ministerio de Economía, Fomento y Turismo.
En 2016, ingresó como mentora a la organización Comunidad Mujer, fue integrante del equipo técnico de la Iniciativa de Paridad de Género (IPG), y asumió como directora ejecutiva del Proyecto Promociona; el cual que permite potenciar la incorporación de mujeres en cargos de alta dirección y gerencia. En abril de 2017, se incorporó como directora a la Fundación Wazú (la cual tiene por objetivo promover la inclusión laboral de técnicos y profesionales en situación de discapacidad), y al año siguiente, se unió como panelista del programa de Televisión Nacional de Chile (TVN), Sin corbata, y en septiembre del mismo, fue nombrada directora de Perspectiva de Género de la consultora Lares Hub. También fue panelista de ADN Radio, y columnista en varios medios de prensa escrita.
Seguidamente, desde 2019 es integrante del «Comité Editorial Somos Financieras» del Diario Financiero, y en abril de 2021, asumió como presidenta del directorio de la organización «Por Todas Chile».
Por otra parte, ha sido docente en las universidades Diego Portales, Academia de Humanismo Cristiano, Adolfo Ibáñez, Iberoamericana de México y SEK.

### Carrera política
Feminista y militante del Partido por la Democracia (PPD) hasta agosto del 2023, en las elecciones parlamentarias de 2021, postuló en representación de su partido por un cupo a diputada por el distrito n° 10 (conformado por las comunas de Santiago, Ñuñoa Macul, La Granja, Providencia, San Joaquín) de la región Metropolitana de Santiago, sin resultar electa.
El 8 de septiembre de 2022, el presidente de la República, Gabriel Boric efectuó cambios en la titularidad de seis subsecretarías de Estado, entre las cuales estaba la de la Niñez, nombrándola en reemplazo de la militante de Revolución Democrática (RD), Rocío Faúndez.

## Premios
Ha recibido diversos reconocimientos, tales como "100 mujeres líderes de Chile", en 2017; "Mujer Inspiradora 2020"; y "Mujer Icónica que inspira a otras Mujeres", del Women Economic Forum (WEF).

## Historial electoral

### Elecciones parlamentarias de 2021
- Elecciones parlamentarias de 2021, candidata a diputada por el distrito 10 (La Granja, Macul, Ñuñoa, Providencia, San Joaquín y Santiago)[9]

| Candidato                              | Pacto                    | Partido | Votos  | %     | Resultado |
| -------------------------------------- | ------------------------ | ------- | ------ | ----- | --------- |
| Gonzalo Winter Etcheberry              | Apruebo Dignidad         | CS      | 66 590 | 14,48 | Diputado  |
| Jorge Alessandri Vergara               | Chile Podemos Más        | UDI     | 49 419 | 10,82 | Diputado  |
| Johannes Kaiser Barents-Von Hohenhagen | Frente Social Cristiano  | PRCh    | 26 610 | 5,82  | Diputado  |
| Emilia Schneider Videla                | Apruebo Dignidad         | COM     | 26 130 | 5,72  | Diputada  |
| María Luisa Cordero Velásquez          | Chile Podemos Más        | ILAA    | 20 498 | 4,49  | Diputada  |
| Helia Molina Milman                    | Nuevo Pacto Social       | PPD     | 18 908 | 4,14  | Diputada  |
| Alejandra Placencia Cabello            | Apruebo Dignidad         | PCCh    | 17 970 | 3,93  | Diputada  |
| Pablo Kast Sommerhoff                  | Chile Podemos Más        | EVO     | 15 686 | 3.43  |           |
| Karla Pinto Timmermann                 | Partido Ecologista Verde | PEV     | 13 145 | 2,88  |           |
| Pía Marinovic Merino                   | Frente Social Cristiano  | PRCh    | 13 088 | 2,86  |           |
| Nicole Martínez Aranda                 | Apruebo Dignidad         | RD      | 12 940 | 2,8   |           |
| Sebastián Torrealba Alvarado           | Chile Podemos Más        | RN      | 12 859 | 2,81  |           |
| Lorena Fries Monleon                   | Apruebo Dignidad         | ILAR    | 11 545 | 2,53  | Diputada  |
| René Naranjo Sotomayor                 | Apruebo Dignidad         | ILAR    | 9 336  | 2,04  |           |
| Savka Pollak Tomasevich                | Chile Podemos Más        | ILAA    | 8 383  | 1,83  |           |
| Claudio Arriagada Macaya               | Nuevo Pacto Social       | ILAH    | 5 923  | 1,30  |           |
| Alejandra Herrera Andreucci            | Independientes Unidos    | CU      | 5 350  | 1,17  |           |
| Ramón Griffero Sánchez                 | Apruebo Dignidad         | RD      | 3 199  | 0,70  |           |
| Yolanda Pizarro Carmona                | Nuevo Pacto Social       | PPD     | 1 460  | 0,32  |           |